# Raymonde Vergauwen
Raymonde Vergauwen (Sas van Gent, 15 marzo 1928 – Sas van Gent, 5 aprile 2018) è stata una nuotatrice belga.

## Carriera
Specializzata nella rana, ha vinto il titolo europeo sulla distanza dei 200 m ai campionati europei di Vienna 1950.

## Palmarès
- Europei

Vienna 1950: oro nei 200m rana.